# Деповской (платформа)
Депо́вской (бел. Дэпо́ўскі) — остановочный пункт пассажирских поездов пригородного сообщения в городе Жлобин (Гомельская область, Белоруссия).
Расположен между обгонным пунктом Жлобин-Западный и станцией Жлобин (отрезок Осиповичи — Жлобин железнодорожной линии Минск — Гомель). Действует пригородное пассажирское сообщение поездами по маршрутам Осиповичи — Жлобин, Рабкор — Жлобин, Могилёв-1 — Жлобин, Рогачёв — Жлобин.
Примерное время в пути со всеми остановками от ст. Осиповичи I — 2 ч. 7 мин., от ст. Жлобин — 6 мин.
Билетные кассы в зданиях платформ отсутствуют; билет на проезд можно оплатить у кассиров (поезда на данном участке сопровождаются кассирами) или приобрести онлайн.